# Amonijak
Amonijak je spoj dušika i vodika formule NH3. Pri normalnoj temperaturi i tlaku amonijak je bezbojan plin, oštra, karakteristična mirisa, lakši od zraka, lako topljiv u vodi. Otrovan je i korozivan prema pojedinim materijalima. 
Molekula amonijaka ima trigonsko-piramidalnu strukturu, kao što je i predviđeno teorijom VSEPR-a. Takva struktura daje molekuli amonijaka polarni moment i čini ju polarnom zbog čega se amonijak lako otapa u vodi. Atom dušika u molekuli ima jedan slobodni elektronski par, te se amonijak ponaša kao baza. To znači da amonijak u vodenoj otopini može preuzeti proton od molekule vode čime nastaje hidroksidni anion i jedan amonijev kation (NH4+) koji ima oblik pravilnog tetraedra. Stupanj do kojeg će amonijak stvarati amonijeve ione ovisi o pH vrijednosti otopine - pri vrijednosti pH ~ 7 disocirano je oko 99% molekula amonijaka. Glavna uporaba amonijaka je u proizvodnji gnojiva, eksploziva i polimera. Sastojak je kućnih sredstava za čišćenje. U malim količinama nalazi se u atmosferi, gdje nastaje zbog procesa raspadanja dušičnih tvari životinjskog i biljnog porijekla. Amonijak i amonijeve soli nalaze se u malim količinama u kišnici, dok se amonijev klorid (salmijak) i amonijev sulfat nalaze u blizini vulkana, a kristali amonijevog bikarbonata su pronađeni u patagonskom guanu. Amonijeve soli su rasprostranjene kroz svu plodnu zemlju i u morskoj vodi. Tvari koje sadrže amonijak ili koje su mu slične zovu se amonijakali.

## Povijest
Ime amonijak (lat. ammoniacus) je dobio iz kraja blizu Amonova hrama u Libiji, gdje se dobivala amonijeva sol.
Soli amonijaka bile su poznate vrlo rano, zbog toga se izraz "Hammoniacus sal" javlja u spisima Plinija, međutim nije poznato je li taj izraz identičan s novijim izrazom "sal-ammoniac". U obliku sal-ammoniac, amonijak je bio poznat alkemičarima još u 13. stoljeću, i spominjao ga je Albert Veliki. Bio je korišten i kao boja tijekom srednjeg vijeka u obliku fermentiranog urina da bi izmijenio boju biljnih boja. U 15. stoljeću, Basilius Valentus je pokazao da amonijak može biti dobiven djelovanjem alkalija na sal-ammoniac. U kasnijem razdoblju, kada je sal-ammoniac dobiven destilacijom papaka i rogova bika i neutralizirajući dobiveni karbonat s klorovodičnom kiselinom, ime "duh jelenova roga" odnosilo se na amonijak. Amonijak u obliku plina prvi je izolirao Joseph Priestley 1774. godine i dao mu ime "alkalni zrak", međutim, dobio ga je alkemičar Basilius Valentus. Jedanaest godina poslije, 1785. godine, Claude Louis Berthollet utvrđuje njegov sastav.
Haberov proces za proizvodnju amonijaka iz dušika koji se nalazi u zraku razvili su Fritz Haber i Carl Bosch 1909. godine, a patentiran je 1910. godine. Prvi put su taj proces koristili u industrijskim razmjerima Nijemci tijekom Prvog svjetskog rata, na taj način rješavajući problem nedostatka nitrata iz Čilea, zbog savezničke blokade. Amonijak su koristili za dobivanje eksploziva da bi pomogli svoje ratne ciljeve.
Amonijak koji se komercijalno koristi zove se "bezvodni amonijak" kako bi se razlikovao od otopine amonijeva hidroksida koja se zove "kućni amonijak".

## Sinteza i proizvodnja
Zbog svojih raznih primjena, amonijak je jedna od anorganskih kemikalija s najvećom proizvodnjom. Postoje na desetine kemijskih postrojenja za proizvodnju amonijaka širom svijeta. Svjetska proizvodnja amonijaka u 2004. godini bila je 109 milijuna tona. Kina je proizvela 28,4% od ukupne svjetske proizvodnje, Indija je slijedila s 8,6%, Rusija s 8,4% i SAD s 8,2%. Više od 80% proizvedenog amonijaka koristi se za proizvodnju gnojiva za poljoprivredne usjeve.
Prije početka Prvog svjetskog rata većina se amonijaka dobivala putem suhe destilacije biljnih i životinjskih otpadaka koji sadrže dušik, uključujući devin izmet koji je bio destiliran redukcijom dušične kiseline i nitrita s vodikom, a proizvodio se i destilacijom ugljena i razgradnjom amonijačnih soli pomoću alkalnih hidroksida ili koristeći živo vapno. Sol koja se najviše koristila je bila sal-ammoniac, odnosno amonij-klorid.
2 NH4Cl + 2 CaO = CaCl2 + Ca(OH)2 + 2 NH3
Današnje moderno postrojenje za proizvodnju amonijaka prvo pretvara prirodni plin (metan) ili tekući naftni plin (plinovi propan i butan) ili naftu u plinoviti vodik. Koristeći zalihe prirodnog plina, procesi koji se koriste u proizvodnji vodika su:
- Prvi korak u procesu je uklanjanje sumpornih spojeva iz prirodnog plina, zato što sumpor deaktivira katalizatore koji se koriste u pojedinim koracima.

Uklanjanje sumpora zahtijeva katalitičku hidrogenaciju da bi sumporni spojevi iz prirodnog plina prešli u plinoviti vodik-sulfid.
H2 + RSH = RH + H2S(g)
- Plinoviti vodik-sulfid se apsorbira i uklanja provođenjem kroz slojeve cinkovog oksida, gdje prelazi u kruti cinkov sulfid.

H2S + ZnO = ZnS + H2O
- Katalitička plinska reformacija prirodnog plina koji je oslobođen sumpora koristi se da bi se proizveo vodik i ugljični monoksid.

CH4 + H2O = CO + 3 H2
- U sljedećem koraku koristi se reakcija ugljičnog monoksida s vodom da bi se dobilo još vodika i ugljični dioksid.

CO + H2O → CO2 + H2
- Ugljični se dioksid uklanja absorpcijom u vodenoj otopini etilamina ili adsorpcijom u adsorberima pod tlakom, gdje se koristi odgovarajući kruti adsorbent.
- Zadnji korak u proizvodnji vodika je korištenje katalizatora metan-tiona da bi se uklonili i najmanji tragovi ugljičnog monoksida ili ugljičnog dioksida iz vodika.

CO + 3 H2 = CH4 + H2O
CO2 + 4 H2 = CH4 + 2 H2O
- Da bi se proizveo amonijak, vodik pomoću katalizatora reagira s dušikom koji se dobiva iz zraka, da bi se dobio bezvodni tekući amonijak. Ovaj korak je poznat kao amonijačna petlja u sintezi, koja se odnosi na Haber-Boschov proces.

3 H2 + N2 = 2 NH3
Plinska reformacija, reakcija ugljičnog monoksida s vodom, uklanjanje ugljičnog dioksida i reakcija s metantionskim katalizatorom odvijaju se pod tlakom od 60 do 180 bara ovisno o tehnološkom rješenju koje se koristi pri proizvodnji amonijaka. Velik broj inženjerskih kompanija nudi mnogobrojna rješenja pri izgradnji postrojenja za proizvodnju amonijaka. Haldor Topsoe iz Danske, Lurgi AG iz Njemačke i Kellogg, Brown i Root iz SAD-a kompanije su s najvećim iskustvom na tom polju.

## Biosinteza
U prirodi nastaje raspadanjem bjelančevina i vulkanskom djelatnošću. Kod pojedinih organizama, amonijak se proizvodi pomoću atmosferskog dušika N2 pomoću enzima nitrogenaze. Taj se proces zove dušična fiksacija. Iako je malo vjerojatno da će buduće biološke metode biti konkurentne Haber-Boschovom procesu, intenzivni su napori usmjereni na proučavanje mehanizma biološke fiksacije dušika. Znanstveno zanimanje za ovaj problem potiče neobična struktura aktivnih mjesta na enzimu, koja se sastoje od Fe7MoS9. Amonijak je metabolički proizvod deaminacije aminokiselina. Kod ljudi, amonijak brzo prelazi u ureu, koja je mnogo manje toksična. Urea je glavni sastojak suhe mase urina.

## Svojstva
Amonijak je bezbojni plin s karakterističnim mirisom, lakši je od zraka, njegova gustoća je 0,589 puta manja od gustoće zraka. Lako se prevodi u tekuće agregatno stanje, amonijak ključa na -33.7 °C, a stvrdnjava se na -75 °C formirajući pritom bijele kristale. Njegov kritični tlak je oko 11,3 MPa odnosno 112 atmosfera, a kritična temperatura 132,3 °C. Tekući amonijak posjeduje jaka ionizirajuća svojstva, njegova dielektrična konstanta je 22, a topljivost soli u tekućem amonijaku je mnogo proučavana. Tekući amonijak ima veliku standardnu entalpiju isparavanja od 23,35 kJ/mol, (voda 40,65 kJ/mol, metan 8,19 kJ/mol, fosfin 14,6 kJ/mol) i zbog toga se koristi u laboratorijima u neizoliranim posudama na sobnoj temperaturi, iako je to znatno iznad njegove točke ključanja.
Amonijak je dobro topljiv u vodi. Litra vode pri 15°C može otopiti do 700L amonijaka. Sav amonijak koji se nalazi u vodenoj otopini može biti dobiven ključanjem. Vodena otopina amonijaka je baza. Maksimalna koncentracija amonijaka u vodi (zasićena otopina) ima gustoću od 0,880 g cm-3. Vodena otopina amonijaka reagira alkalično, a uz amonijak sadrži i adicijom vode nastalu bazu amonijev hidroksid (NH4OH, nazvanu amonijeva lužina).
Amonijak ne podržava sagorijevanje i ne gori lako osim kada je pomiješan s kisikom, tada gori razvijajući slab žutozeleni plamen. Klor se pali kada se propušta kroz amonijak, formirajući dušik i klorovodičnu kiselinu, osim kada je amonijak prisutan u višku i kada se formira visoko eksplozivan dušik-triklorid NCl3.Molekula amonijaka je podložna dušičnoj inverziji na sobnoj temperaturi, odnosno atom dušika prolazi kroz ravninu simetrije tri vodikova atoma. To se može usporediti s kišobranom koji se pri jakom vjetru okreće iznutra prema van. Energetska barijera ove inverzije je 24,7 kJ/mol kod amonijaka, a rezonantna frekvencija je 23,79 GHz, što odgovara mikrovalnom zračenju valne duljine 1,260 cm. Apsorpcija ove frekvencije bio je prvi promatrani mikrovalni spektar.  

### Formiranje soli
Jedno od karakterističnih svojstava amonijaka je njegovo direktno reagiranje s kiselinama i formiranje soli. Klorovodična kiselina s njim formira amonij-klorid (sal-ammoniac), s dušičnom kiselinom amonij-nitrat itd. Potpuno suhi amonijak neće reagirati s potpuno suhom klorovodičnom kiselinom, vlaga je neophodna da bi došlo do reakcije.
NH3 + HCl = NH4Cl
Soli proizvedene reakcijom amonijaka i kiselina poznate su kao amonijeve soli i sve sadrže amonijev ion (NH4+). 

### Kiselost
Iako je amonijak poznat kao baza, može se ponašati i kao izuzetno slaba kiselina. Može se disocirati, formirajući amidni (NH2−) ion, kao na primjer kada se kruti litij-nitrid doda tekućem amonijaku, formira se litij-amidna otopina.
Li3N(s)+ 2 NH3 (l) = 3 Li+(am) + 3 NH2−(am)
Ovo je Brønsted-Lowry kiselo-bazna reakcija u kojoj se amonijak ponaša kao kiselina. 

### Formiranje drugih spojeva
Amonijak se može ponašati kao nukleofil u reakcijama supstitucije. Amini se mogu formirati reakcijom amonijaka s alkil halogenidima, iako je rezultirajuća NH2 grupa također nukleofilna, a sekundarni i tercijarni amini često se formiraju kao sporedni proizvodi. Korištenje viška amonijaka smanjuje višestruke supstitucije i neutralizira vodikove halogenide koji su formirani. Metilamin se komercijalno priprema reakcijom amonijaka s klorometanom, a reakcijom amonijaka s 2-brompropanskom kiselinom priprema se racemični alanin i ta reakcija daje prinos od 70%. Etanolamin se priprema reakcijom otvaranja prstena s etilen oksidom, a nekada se dopušta da se reakcija nastavi, pri čemu se formira dietanolamin i trietanolamin.
Amidi mogu biti pripremljeni reakcijama s brojnim derivatima karboksilnih kiselina. Acil kloridi su najreaktivniji, ali amonijak mora biti prisutan u najmanje dvaput većoj količini da bi se neutralizirala formirana klorovodična kiselina. Estri i anhidridi reagiraju s amonijakom i pritom formiraju amide. Amonijeve soli karboksilnih kiselina mogu biti dehidratirane do amida ako nema prisutnih drugih grupa koje su termički osjetljive. Za takvu dehidrataciju potrebne su temperature od 150 °C do 200 °C. 
Vodik u molekuli amonijaka može se zamijeniti metalom, a kao posljedica toga magnezij gori u amonijaku formirajući magnezij-nitrid. Mg3N2, a kada se plinoviti amonijak propusti preko zagrijanog natrija ili kalija, formiraju se natrijamid, NaNH2, i kalijamid, KNH2. Gdje je to neophodno IUPAC preporučuje upotrebu imena "azan" za zasićene acikličke dušikove hidride opće formule {\displaystyle N_{n}H_{n+2}}.:1320

#### Ponašanje s aluminijem
Amonijak taloži aluminij iz otopina njegovih soli kao hidroksid, ali ne kompleksira s njim dovoljno da ga opet otopi niti dovoljno zaluži otopinu da nastane aluminat.

### Amonijak kaoligand
Amonijak se ponaša kao ligand u kompleksima prijelaznih metala. On je čisti s-davalac, u sredini spektrokemijske serije i pokazuje prijelazno tvrdo-meko ponašanje. Iz povijesnih razloga amonijak je dobio ime "amin" u nomenklaturi koordinacionih spojeva. Pojedini važni amino kompleksi uključuju:
- Tetraaminbakar(II), [Cu(NH3)4]2+, karakterističan tamnoplavi kompleks koji se formira dodavanjem amonijaka otopini soli bakar-(II).
- Diamminsrebro(I), [Ag(NH3)2]+, aktivna komponenta Tollensova reagensa. Formiranje ovoga kompleksa može pomoći u razlikovanju percipitata različitih halogenida srebra: AgCl je razgradiv u razblaženoj dvomolarnoj (2M) otopini amonijaka, AgBr je jedino razgradiv u koncentriranim amonijačnim otopinama, dok je AgI nerazgradiv u amonijačnim vodenim otopinama.

Amino kompleksi krom-(III) bili su poznati krajem 19. stoljeća, i bili su osnova teorije koju je postavio Alfred Werner o koordinacijskim spojevima. Alfred Werner je primijetio da kompleks [CrCl3(NH3)3] može formirati samo dva izomera, što ga je navelo na zaključak da ligandi moraju biti raspoređeni oko metalnog iona na vrhovima oktaedra. To je potvrđeno rendgenskom kristalografijom. Veza između amino liganda i metalnog iona je izrazito kiselija nego što je kiselost slobodnog amonijaka, također deprotoniranje u vodenoj otopini je rijetko. Jedan primjer je reakcija s kalomelom ( živa-(I)-klorid ), gdje je proizvedeni spoj amidoživa-(II) jako razgradiv.
Hg2Cl2 + 2 NH3 = Hg + HgCl(NH2) + NH4+ + Cl−

## Primjene
Najbitnija primjena amonijaka je u proizvodnji dušične kiseline. Mješavina jednog dijela amonijaka i devet dijelova zraka propusti se preko mrežaste platine kao katalizatora pri temperaturi od 850 °C, zbog čega amonijak oksidira u dušikov oksid .
4 NH3 + 5 O2 = 4 NO + 6 H2O
Katalizator je osnova toga procesa, jer obična oksidacija (ili sagorijevanje) amonijaka proizvodi dušik i vodu, proizvodnja dušikovog oksida je primjer kinetičke kontrole. Pošto se smjesa plinova ohladi do 200-250 °C, dušikov oksid se dodatno oksidira zbog viška kisika koji je prisutan u smjesi, pri čemu se dobiva dušik-(IV)-oksid. On reagira dalje s vodom, pri čemu se dobiva dušična kiselina, koja se koristi u proizvodnji gnojiva i eksploziva. 
2 NO + O2 = 2 NO2
3 NO2 + 2 H2O = 2 HNO3 + NO
Izdvojeni dušik-(II)-oksid, NO, vraća se u proces, a dobivena HNO3 povremeno se ispušta i koncentrira, sve dok ne dostigne svoju maksimalnu koncentraciju od 68,5%. Dušična kiselina koja se dobiva ovim procesom, bez naknadnog koncentriranja ima koncentraciju od 60%. Amonijak služi kao sastojak gnojiva, ali se može koristiti i direktno kao gnojivo, otapajući se u vodi koja se koristi za navodnjavanje, bez ikakvog dodatnog kemijskog postupka. Ova uporaba amonijaka dopušta uzgajanje usjeva koji su ovisni o količini dostupnog dušika, kao što je kukuruz. Ako se stalno na istom zemljištu uzgaja vrsta usjeva koja crpi rezerve dušika koje se nalaze u zemljištu, to će dovesti do lošeg stanja obradivog zemljišta zbog nedostatka dušičnih spojeva u njemu.
Amonijak ima termodinamička svojstva koja ga čine pogodnim da se koristi kao rashladno sredstvo, jer lako prelazi u tekuće stanje pod tlakom, i koristi se u gotovo svim vrstama rashladnih uređaja i sustava, sve do pojave alkalnih halogenida kao što je freon. Amonijak je toksičan i djeluje kao iritant, djeluje korozivno na sve legure s bakrom, povećavajući mogućnost da se pojavi curenje i izazove velik rizik. Njegova uporaba u malim rashladnim sustavima je uveliko zamijenjena alkalnim halogenidima, koji nisu toksični niti su iritanti i praktički su nezapaljivi. Amonijak se i dalje koristi kao rashladno sredstvo u velikim industrijskim procesima, kao što su proizvodnja leda u velikim količinama i u prehrambenoj industriji. Amonijak je koristan kao komponenta u rashladnim sistemima absorpcionog tipa, koji ne koriste kompresijski ekspanzijski ciklus, ali mogu iskoristiti temperaturnu razliku. Otkad je upotreba alkalnih halogenida doprinijela smanjenju ozonskog sloja, ponovo se povećava uporaba amonijaka kao rashladnog sredstva. Ponekad se dodaje vodi za piće zajedno s klorom da bi formirao kloramin, dezinfekcijsko sredstvo. Za razliku od klora, kloramin ne reagira s organskim spojevima (koji sadrže ugljik) da bi formirao kancerogene spojeve metana i halogenih elemenata, kao što je kloroform, CHCl3. 
Tijekom 1960-ih godina, tvrtke za proizvodnju duhana kao što su Brown & Williamson i Philip Morris počele su koristiti amonijak u cigaretama. Dodavanje amonijaka cigaretama služilo je tome da se poveća dotok nikotina u krvotok. Kao rezultat toga, povećana je količina nikotina u krvi i pojačana je sposobnost cigareta da razviju nikotinsku ovisnost, a da nije povećana količina nikotina u cigaretama. 

## Uloga amonijaka u biološkim sustavima i bolestima kod ljudi
Amonijak je važan izvor dušika za žive sustave. Iako dušika ima u velikim količinama u atmosferi, svega je nekoliko živih bića sposobno koristiti taj dušik. Dušik je neophodan za sintezu aminokiselina, koje su osnova građe proteina. Neke biljke ovise o amonijaku i drugim dušikovim spojevima koji se nalaze u zemljištu kao materije koje se raspadaju. Druge biljke, kao što su dušično fiksirajuće leguminoze, koriste simbiozne odnose s rhizobiom, koja stvara amonijak iz atmosferskog dušika. 
Amonijak je važan i za normalnu i abnormalnu fiziologiju kod životinja. Amonijak se stvara putem normalnog metabolizma aminokiselina i toksičan je u velikim koncentracijama. Jetra pretvara amonijak u ureu kroz cijeli niz reakcija koji je poznat kao ciklus uree. Disfunkcija jetre, kao što se javlja kod ciroze, može prouzročiti povećane koncentracije amonijaka u krvi, hiperamonemiju. Slično tome, poremećaji kod enzima odgovornih za funkcioniranje ureina ciklusa, kao što je enzim ornitin transkarbamilaza, dovode do hiperamonemije. 
Hiperamonemija doprinosi zbunjenosti i komi jetrene encefalopatije kao i neurološkim bolestima koje su uobičajene za ljude s poremećenim ureinim ciklusom i organskoj aciduriji. Amonijak je važan za normalnu kiselo-baznu ravnotežu kod životinja. Nakon formiranja amonijaka iz glutamina, alfa-ketoglutarat može se razgraditi, pri čemu nastaju dvije molekule bikarbonata koje tada služe kao puferi prehrambenih kiselina. Amonijak se izlučuje putem urina, što vodi do smanjenja kiselosti. Amonijak može difundirati putem bubrežnih cjevčica, sjedinjujući se s vodikovim ionom, dopuštajući na taj način ponovno izlučivanje kiselosti.

## Tekući amonijak kao otopina
Tekući amonijak je najbolja poznata i najproučavanija nevodena ionizirajuća otopina. Njegovo najistaknutije svojstvo je mogućnost da otapa alkalne metale da bi formirao visoko obojene elektrovodičke rastvore koji sadrže solvatirane elektrone. Izuzev ovih izuzetnih otopina, većina kemijskih procesa u tekućem amonijaku može se usporediti s odgovarajućim reakcijama u vodenim otopinama. Usporedba fizičkih svojstava NH3 s fizičkim svojstvima vode pokazuje da NH3 ima nižu točku topljenja, točku ključanja, gustoću, viskoznost, dielektričnu konstantu i električnu vodljivost, to je zbog dijelimično slabijeg vezivanja H u NH3 i zbog činjenice da takvo vezivanje ne može formirati ukršteno povezane mreže s obzirom na to da molekula NH3 ima samo jedan nevezani elektronski par, za razliku od molekule H2O, koja ima dva nevezana elektronska para u svojoj strukturi. Ionska konstanta samodisocijacije molekule NH3 na -50 °C je približno 10-33 mol2•l-2.

### Topljivost soli
|                     | Topljivost (g na 100 g) |
| ------------------- | ----------------------- |
| Amonijev acetat     | 253.2                   |
| Amonijev nitrat     | 389.6                   |
| Litijev nitrat      | 243.7                   |
| Natrijev nitrat     | 97.6                    |
| Kalijev nitrat      | 10.4                    |
| Natrijev fluorid    | 0.35                    |
| Natrijev klorid     | 3.0                     |
| Natrijev bromid     | 138.0                   |
| Natrijev iodid      | 161.9                   |
| Natrijev tiocijanat | 205.5                   |

Tekući amonijak je ionizirajuća otopina. Iako je slabiji od vode, otapa cijeli niz ionskih spojeva uključujući mnoge nitrate, nitrite, cijanide i tiocijanate. Većina amonijevih soli je rastvorljiva, i te se soli ponašaju kao kiseline u otopinama tekućeg amonijaka. Topljivost halogenih soli povećava se idući od fluorida prema jodidima. Zasićena otopina amonijeva nitrata sadrži 0,83 mola rastvora prema 1 molu amonijaka i ima tlak pare koji je manji od 1 bara čak i na temperaturi od 25  °C.

### Otopine metala
Tekući će amonijak otopiti alkalne metale i druge elektropozitivne metale kao što su: kalcij, stroncij, barij, europij i iterbij. Pri malim koncentracijama ( <0,06 mol/L ), formiraju se otopine tamnoplave boje koje sadrže metalne katione i solvatirane elektrone, slobodne elektrone koji su okruženi rešetkom molekula amonijaka. Ove su otopine vrlo korisne kao jaki reducirajući agensi. Pri većim koncentracijama, otopine su metalne po izgledu i vodljivosti. Na niskim temperaturama, dvije vrste rastvora mogu postojati kao faze koje se ne miješaju.

### Redoks svojstva tekućeg amonijaka
|                        | E° (V, amonijak) | E° (V, voda) |
| ---------------------- | ---------------- | ------------ |
| Li+ + e− = Li          | −2.24            | −3.04        |
| K+ + e− = K            | −1.98            | −2.93        |
| Na+ + e− = Na          | −1.85            | −2.71        |
| Zn2+ + 2e− = Zn        | −0.53            | −0.76        |
| NH4+ + e− = ½ H2 + NH3 | 0.00             | –            |
| Cu2+ + 2e− = Cu        | +0.43            | +0.34        |
| Ag+ + e− = Ag          | +0.83            | +0.80        |

Opseg termodinamičke stabilnosti tekućeg amonijaka je vrlo ograničen, pošto potencijal za oksidaciju dušika, E° (N2 + 6NH4+ + 6e− ⇌ 8NH3), iznosi samo + 0,04 V. U praksi, i oksidacija i redukcija dušika do vodika su spore. Ovo se posebno odnosi na redukcijske otopine spomenutih alkalnih metala, koji su stabilni nekoliko dana, polako se raspadaju na metalne amide i vodik. Većina studija uključuje otopine tekućeg amonijaka koje se formiraju u redukcijskim uvjetima. Iako je oksidacija tekućeg amonijaka obično spora, postoji rizik od eksplozije, posebno ako su prisutni ioni prijelaznih metala koji mogu biti katalizatori. 

## Detekcija i determinacija
Prisustvo amonijaka i amonij soli može se lako utvrditi, čak i u vrlo malim tragovima dodavanjem Nesslerove otopine, koja u prisustvu najmanjih tragova amonijaka ili amonijevih soli daje izrazito žutu boju. Sumporni štapići se spaljuju da bi se detektirala mala curenja amonijaka u industrijskim rashladnim sustavima. Veće količine amonijaka mogu se detektirati zagrijavanjem soli amonijaka s kaustičnim alkalijama ili s kalcijevim oksidom, pri čemu se oslobađa karakterističan miris amonijaka. Količina amonijaka u amonijevim solima može se kvantitativno utvrditi destilacijom soli s natrijevim hidroksidom ili kalijevim hidroksidom, amonijak koji se oslobodi apsorbira poznata masa standardne sumporne kiseline, a višak se kiseline određuje volumetrijski, ili amonijak može biti apsorbiran u klorovodičnoj kiselini, a tako formirani amonijev klorid daje precipitat kao amonijev heksakloroplatinat, (NH4)2PtCl6.

### Međuzvjezdani prostor
Amonijak je prvi put primijećen u međuzvjezdanom prostoru 1968. pomoću mikrovalnih valova koji su dolazili iz pravca galaktičke jezgre. To je prva višeatomska molekula koja je tako utvrđena. Osjetljivost molekule amonijaka na širok spektar pobuđivanja i lakoća s kojom se može promatrati u mnogobrojnim područjima učinila je amonijak jednom od najvažnijih molekula pri proučavanju molekularnih oblaka. Jačina linija amonijaka može se iskoristiti da bi se izmjerila temperatura tijela koje ga emitira. Detektirane izotopske vrste amonijaka su:
NH3, 15NH3, NH2D, NHD2, i ND3
Detekcija trostruko deuteriranog amonijaka bila je iznenađenje, jer je deuterij relativno rijedak. Smatra se da niska temperatura dopušta ovom molekulu da opstane i da se akumulira. Prisustvo molekula amonijaka primijećeno je i u atmosferi planeta plinovitih divova, uključujući tu Jupiter, u čijoj se atmosferi nalazi amonijak zajedno s drugim plinovima, kao što su metan, vodik i helij. Unutrašnjost Saturna može sadržavati zaleđeni amonijak u obliku kristala.

## Mjere opreza

### Toksičnost i podaci o skladištenju
Toksičnost amonijačnih rastvora obično ne izaziva probleme ljudima ili drugim sisavcima, s obzirom na to da postoji specifični mehanizam koji sprječava njegovo akumuliranje u krvotoku. Amonijak se pretvara u karbamil fosfat pomoću enzima karbamil fosfat sinteze, i onda ulazi u urein ciklus, gdje se ugrađuje u aminokiseline ili izlučuje putem urina. Ribe i amfibije nemaju ovaj mehanizam, one amonijak obično eliminiraju tako što ga direktno izlučuju iz organizma. Amonijak je čak i u razblaženim koncentracijama visoko toksičan za vodene životinje i zato je klasificiran kao "opasan za okoliš". Spojevima amonijaka nikada se ne smije omogućiti da dođu u kontakt s bazama (osim ako je namjera održavanje reakcije), zbog toga što može doći do oslobađanja opasnih količina plinovitog amonijaka.

### Kućna primjena
Otopine amonijaka (10% po težini) koriste se kao kućna sredstva za čišćenje, posebno za čišćenje stakla. Ove su otopine iritantne za oči i mukozne membrane (dišni i probavni sustav), i u manjoj mjeri za kožu. Otopine amonijaka nikada se ne smiju miješati s proizvodima koji sadrže klor ili s jakim oksidantima, kao što je varikina, jer se stvara mnoštvo toksičnih i kancerogenih spojeva kao što su kloramin, hidrazin i klor. 

### Laboratorijska primjena otopina amonijaka
Opasnost od otopina amonijaka ovisi o koncentraciji: razblažene su otopine amonijaka obično 10% po težini (<5.62 mol/L). Koncentrirane su otopine obično 25% po težini, takva otopina ima gustoću od 0.907 g/cm3, a otopina koja ima manju gustoću bit će više koncentrirana. Klasifikacija otopina amonijaka Europske unije dana je u tablici.
| Koncentracija po težini | Molarnost        | Klasifikacija                      |
| ----------------------- | ---------------- | ---------------------------------- |
| 5–10%                   | 2.87–5.62 mol/L  | Iritant (Xi)                       |
| 10–25%                  | 5.62–13.29 mol/L | Korozivan (C)                      |
| >25%                    | >13.29 mol/L     | Korozivan (C) Opasan za okoliš (N) |

Pare amonijaka koje se oslobađaju iz koncentriranog amonijaka vrlo su iritirajuće za oči i dišni sustav. Ovakvim otopinama treba rukovati samo u prostorijama s osiguranom ventilacijom. Zasićene otopine amonijaka mogu izazvati značajan tlak unutar zatvorene boce po toplom vremenu. S takvim bocama treba pažljivo rukovati, iako to obično nije problem za otopine od 25%. Otopine amonijaka ne smiju se miješati s halogenima, zbog nastajanja eksplozivnih i toksičnih spojeva. Produžen kontakt otopina amonijaka sa solima srebra, žive ili joda može dovesti do stvaranja eksplozivnih spojeva. Takve se smjese obično formiraju tijekom kvalitativne kemijske analize i njima se treba dodati kiselina i trebaju se razblažiti prije odlaganja, nakon završetka testa.     

### Laboratorijska primjena bezvodnog amonijaka (plin ili tekućina)
Bezvodni amonijak je klasificiran kao "toksičan" ("T") i "opasan za okoliš" ("N"). Plin je zapaljiv ( temperatura samopaljenja 651 °C ) i može formirati eksplozivne smjese sa zrakom (16 do 25%). Dopuštena koncentracija amonijaka u SAD-u iznosi 50 ppm (35 mg/m3). Ponovljena izlaganja amonijaku smanjuju osjetljivost na njegov miris. Miris se može osjetiti pri koncentraciji manjoj od 0,5 ppm, ali osobe koje imaju smanjenu osjetljivost ne osjećaju ga čak ni kod koncentracija od 100 ppm. Bezvodni amonijak djeluje korozivno prema legurama bakra i cinka, zato se brončane posude ne smiju koristiti prilikom rukovanja plinom. Tekući amonijak može djelovati na gumu i određene vrste plastike. Amonijak burno reagira s halogenima i izaziva eksplozivnu polimerizaciju etilen oksida. Može formirati eksplozivne spojeve sa zlatom, srebrom, živom, germanijem ili telurijem. Burne su reakcije primijećene i s acetaldehidom, hipokloritnim otopinama, natrij fericijanidom i peroksidima.